# Lisa Dunn
Lisa Dunn (* in Dieburg, Deutschland) ist eine US-amerikanische Handballtrainerin und ehemalige Handball- und Beachhandballspielerin, die in beiden Disziplinen Nationalspielerin der Vereinigten Staaten war.

## Persönliches
Lisa Dunn ist Tochter einer Deutschen und eines US-amerikanischen Vaters, der als Soldat in seinen 25 Dienstjahren unter anderem in Deutschland stationiert war.
Dunn arbeitet als Fitnesstrainerin und lebt mit ihrer Ehefrau in Chapel Hill. In Deutschland war sie in Dieburg auch als Nachwuchstrainerin im Basketball tätig.

## Handball- und Beachhandball-Karriere

### Hallenhandball
Dunn wurde von ihrer Mutter ermutigt, Handball zu spielen. Sie spielte sowohl als Rückraumspielerin, als auch als Flügelspielerin. Seit 2013 gehörte sie zum Kader der US-Handball-Nationalmannschaft. Bei ihrer ersten Meisterschaft, den Panamerika-Meisterschaften 2013 in der Dominikanischen Republik, belegte sie mit der US-Mannschaft den achten Rang unter zehn teilnehmenden Nationen. Bei einem Turnier in Busan, Südkorea, wurde das US-Nationalteam 2015 Vierte. 2014 gewann sie mit dem Team Blue die Winter CLassics. Im Qualifikationsturnier zu den Panamerika-Meisterschaften 2015 belegte sie im Jahr darauf mit den USA Rang drei und qualifizierte sich damit mit ihrer Mannschaft für die Endrunde in Kuba. Dunn gehörte dort jedoch nicht mehr zum Aufgebot.
Auf Vereinsebene spielte Dunn für den Carolina THC, mit dem sie 2012 den Carolina Blue Cup gewann. Bei den US-Meisterschaften belegte sie sowohl 2012 als auch 2013 mit Carolina den dritten Rang.

### Beachhandball
Nachdem die USA 2018 ihre Beachhandball-Nationalmannschaft nach der bislang einzigen Turnier-Teilnehme bei den Panamerikameisterschaften 2012 wieder reaktivierten, war Dunn von Beginn an Mitglied des engsten Spielerinnen-Kaders, um den die Mannschaft gebildet wurde. Beim ersten Turnier, die letztmals ausgetragenen Panamerika-Meisterschaften 2018 in Oceanside in Kalifornien war sie vor heimischer Kulisse noch nicht für den endgültigen Kader nominiert. Beim Turnier gelang den übrigen Athletinnen jedoch die Qualifikation für die im selben Jahr ausgetragenen Weltmeisterschaften in Kasan. Es wurde das einzige Turnier, das Dunn für die USA im Beachhandball als Spielerin bestritten hat.
2019 rückte Dunn, die mittlerweile Cheftrainerin von Atlanta Beach Handball war, in den Trainerkader der US-Beachhandball-Nationalmannschaft auf. Nachdem bei den erstmals ausgetragenen Nordamerika- und Karibikmeisterschaft 2019 in Chaguanas auf Trinidad und Tobago, wo die USA im Finale gegen Mexiko den Titel gewann, noch Darryl Yarbrough der Assistenztrainer von Chefcoach Juliano de Oliveira war, rückte Dunn für die World Beach Games 2019 in Doha in diese Position. In Katar wurde ihre Mannschaft Zehnte. 2020 ersetzte sie Oliveira als Cheftrainerin der Nationalmannschaft, ihre Co-Trainerin wurde Michelle Mensing, die ebenfalls deutsche Wurzeln hat.
Die Berufung erfolgte kurz vor dem ersten Lockdown aufgrund der COVID-19-Pandemie. Eigentlich sollte Dunn mit der US-Mannschaft an den Weltmeisterschaften 2020 antreten, die jedoch wie der übrige internationale Spielverkehr ausfiel und vollständig zum Erliegen kam. Erst 2022 setzte er in Nordamerika wieder ein. Bei den Nor.Ca. Beach Handball Championships 2022 in Acapulco erreichten die USA unter ihrer Regie wie schon 2019 das Finale gegen Mexiko, unterlag aber den Nachbarinnen aus dem Süden aber vor deren Heimpublikum. Die Qualifikation zu den Weltmeisterschaften 2022 in Iraklio auf Kreta gelang indes ohne größere Probleme. In Griechenland zogen die USA dank eines Sieges über Vietnam nach der Vorrunde in die Hauptrunde ein, wo allerdings alle weiteren Spiele verloren wurden und die USA somit die Qualifikation für das Viertelfinale verpassten. Nach einer Niederlage gegen Ungarn und einem Sieg über Australien spielte die US-Mannschaft zum Abschluss erneut gegen Vietnam um den 13. Platz, unterlag dieses Mal aber im Shootout. Für die World Games in Birmingham (Alabama) war die US-Mannschaft als Gastgeber automatisch qualifiziert. Auch dieses Turnier wurde noch von der Pandemie überschattet, von den acht qualifizierten Teams konnten Dänemark und Vietnam nicht antreten. Durch Siege über Australien und Mexiko konnten sich die Spielerinnen der Vereinigten Staaten in der Jeder-gegen-Jeden-Vorrunde als Tabellenvierte für das Halbfinale qualifizieren. Dort erwiesen sich aber die amtierenden Weltmeisterinnen aus Deutschland ebenso als zu stark wie die Mannschaft Argentiniens im Spiel um die Bronzemedaille. Nach dem Turnier erklärte Dunn ihren Rücktritt als Nationaltrainerin.

## Erfolge
| Beach – Spielerin Weltmeisterschaften - 2018: 14. (Spielerin) US-Meisterschaften - 2014: 1. (Spielerin) | Beach – Trainerin World Games - 2022: 4. (Trainerin) World Beach Games - 2019: 10. (Co-Trainerin) Weltmeisterschaften - 2022: 14. (Trainerin) Nordamerika- und Karibikmeisterschaften - 2019: 1. (Trainerin) - 2022: 2. (Trainerin) | Halle Panamerika-Meisterschaften - Panamerika-Meisterschaften 2013: 8. (Spielerin) US-Meisterschaften - 2012: 3. (Spielerin) - 2013: 3. (Spielerin) |

## Belege und Anmerkungen
1. ↑  stacy: August Member of the Month (O4W) – Sarah D. In: FitWit. Abgerufen am 4. Februar 2023 (amerikanisches Englisch).
2. ↑  Erscheint 2- bis 3-mal jährlich. Nr. 2/2008. Berichte und Informationen für Mitglieder und Freunde des TV Dieburg. 145 Jahre TV Dieburg - PDF Free Download. Abgerufen am 4. Februar 2023.
3. ↑  Beach Handball - United States vs Argentina | Women's Group A Match | ANOC World Beach Games 2019. Abgerufen am 12. August 2022 (deutsch).
4. ↑  Lisa Dunn And Michelle Mensing To Lead USA Beach Handball Women's Program. In: teamusa.org. USA Team Handball, 9. März 2020, abgerufen am 5. Februar 2023 (englisch).
5. ↑  2022 NACHC Beach Handball Championship Match & Streaming Info - Updated Results. In: teamusa.org. USA Team Handball, 25. April 2022, abgerufen am 27. Januar 2023 (englisch).
6. ↑  IHF | USA men and Mexico women celebrate continental beach handball titles. Abgerufen am 12. August 2022.
7. ↑  IHF | USA's 'Self' promotion on the sand. Abgerufen am 12. August 2022.
8. ↑  IHF | Debutants USA storm into last four on home sand in Birmingham. Abgerufen am 12. August 2022.
9. ↑  Steve Irvine | 07.16.22: U.S. Beach Handball teams fail to medal but make progress in World… Abgerufen am 12. August 2022 (amerikanisches Englisch).
Debutants USA storm into last four on home sand in Birmingham. In: ihf.info. Internationale Handballföderation, 14. Juli 2022, abgerufen am 4. Februar 2023 (englisch).
10. ↑  Antonia Batuello: Lisa Dunn Steps Down as Beach WNT Head Coach. In: teamusa.org. USA Team Handball, 10. Oktober 2022, abgerufen am 5. Februar 2023 (englisch).

| Personendaten    | Personendaten                                                         |
| ---------------- | --------------------------------------------------------------------- |
| NAME             | Dunn, Lisa                                                            |
| KURZBESCHREIBUNG | US-amerikanische Handball- und Beachhandballspielerin sowie Trainerin |
| GEBURTSDATUM     | 20. Jahrhundert                                                       |
| GEBURTSORT       | Dieburg, Deutschland                                                  |